# Efoulan (Mengang)
Pour les articles homonymes, voir Efoulan (homonymie).
Efoulan est un village du Cameroun, situé dans l'arrondissement (commune) de Mengang, le département du Nyong-et-Mfoumou et la région du Centre.

## Population
Lors du recensement de 2005, on y a dénombré 21 personnes.